# St. Bartholomäus (Groß-Zimmern)
Koordinaten: 49° 52′ 23,6″ N, 8° 49′ 47,1″ O

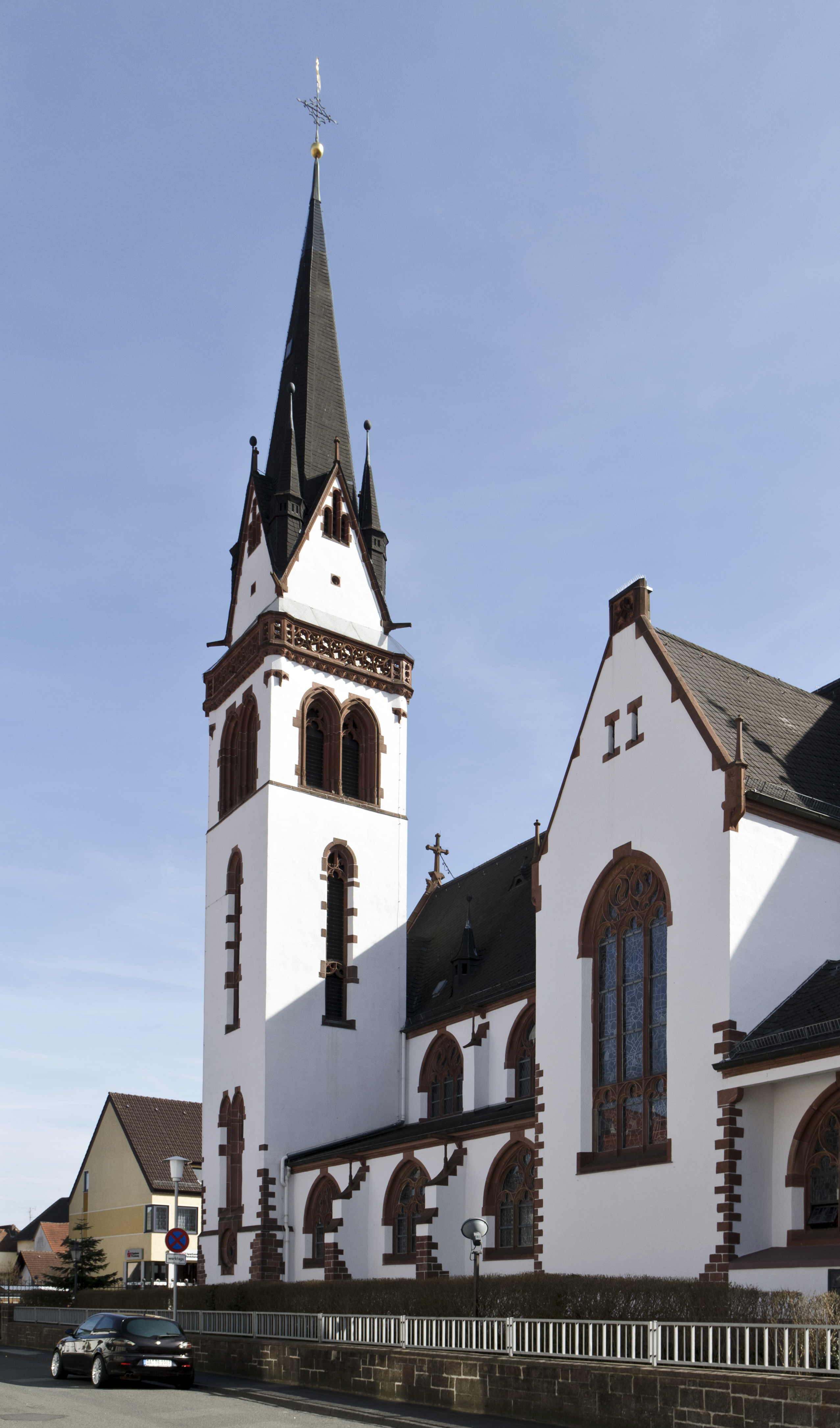
St. Bartholomäus, Groß-Zimmern, Nordwestansicht

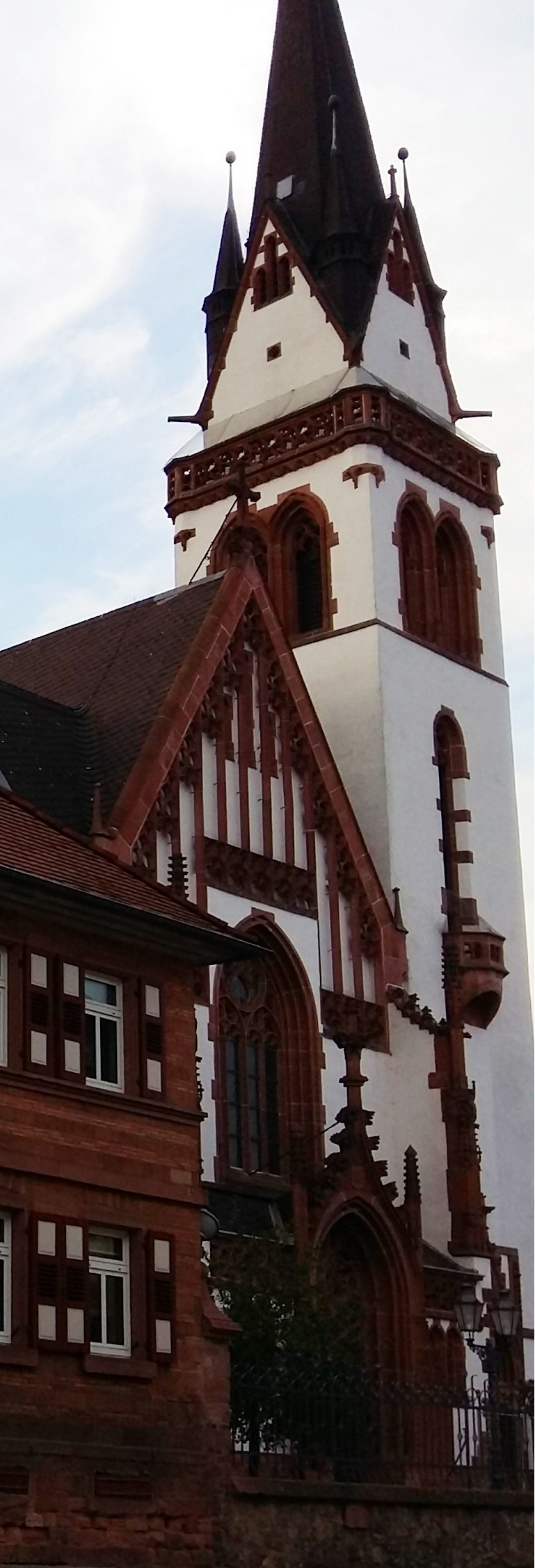
Ostseite, Portalfassade

St. Bartholomäus ist eine römisch-katholische Kirche in Groß-Zimmern, einer Gemeinde im südhessischen Landkreis Darmstadt-Dieburg. Die Filialkirche der Pfarrgemeinde in Klein-Zimmern trägt ebenfalls das Patronat St. Bartholomäus.

## Bau
Die Kirche wurde 1903–1904 nach Plänen von August Greifzu erbaut. Sie ist eine nach Westen ausgerichtete dreischiffige Basilika mit polygonalem Chorabschluss und Querhaus. Der spitzhaubenbekrönte Glockenturm steht an der Nordseite der Portalfassade im Osten. Der historistische Bau mit weiß verputzten Wandflächen und steinsichtigen Ecken und Laibungen zeigt Formen der Nachgotik und der Renaissance.

## Orgel

### Bis 2015
Die erste Orgel der Kirche wurde 1908 von Michael Körfer (Gau-Algesheim) erbaut. Sie hatte 25 Register auf zwei Manualen und Pedal. Das Instrument war auf der Ostempore der Kirche in zwei Teilen links und rechts des Mittelfensters platziert. Der Spieltisch stand frei vor dem Fenster in Richtung Altarraum.
Zwischen 1976 und 1979 wurde diese Orgel im Zusammenhang mit einer Renovierung der Kirche von Gerhard Stumpf (Reinheim) umgebaut und auf 26 Register erweitert. Der Standort wurde in eine Emporennische über dem südlichen Seitenschiff verlegt. Die Pfeifen standen dort frei, also ohne Gehäuse. Der Spieltisch befand sich nun vor der Orgel, seitlich zum Kirchenschiff. Die Trakturen waren elektrisch.
Da sich dieser Standort als akustisch ungünstig erwies und bauphysikalische Gegebenheiten dem Instrument schadeten, wurde ab dem Jahr 2001 über einen Neubau nachgedacht.

### Eule-Orgel von 2016
Die heutige Orgel wurde 2016 durch die Firma Eule Orgelbau aus Bautzen erbaut. Sie folgt wie das erste Instrument von 1908 dem Klangkonzept der Romantik des ausgehenden 18. Jahrhunderts. Auch in ihrer Konstruktion kehrt sie zur Aufteilung in zwei Teile links und rechts des Emporenfensters zurück. Die Orgel hat Schleifladen mit mechanischer Spiel- und Registertraktur. Sie verfügt über 20 klingende Register und zwei Vorabzüge, die auf zwei Manuale und Pedal verteilt sind.
| I Hauptwerk C–g3 |             |         |
| 1.               | Principal   | 8′      |
| 2.               | Gambe       | 8′      |
| 3.               | Flute major | 8′      |
| 4.               | Octave      | 4′      |
| 5.               | Rohrflöte   | 4′      |
| 6.               | Superoctave | 2′ (VA) |
| 7.               | Mixtur IV   | 2′      |
| 8.               | Trompete    | 8′      |

| II Schwellwerk C–g3 |                   |            |
| 9.                  | Liebl. Gedackt    | 8′         |
| 10.                 | Salicional (ab c) | 8′         |
| 11.                 | Dolce             | 8′         |
| 12.                 | Fugara            | 4′         |
| 13.                 | Flöte             | 4′         |
| 14.                 | Nassat            | 2 ⁄3′ (VA) |
| 15.                 | Piccolo           | 2′         |
| 16.                 | Cornett II–IV     | 2 ⁄3′      |
| 17.                 | Clarinette        | 8′         |
|                     | Tremulant         |            |

| Pedal C–f1 |           |     |
| 18.        | Violonbaß | 16′ |
| 19.        | Subbaß    | 16′ |
| 20.        | Octavbaß  | 8′  |
| 21.        | Bassflöte | 8′  |
| 22.        | Posaune   | 16′ |

- Koppeln: II/I, Sub II/I, I/P, II/P